# Caloris Planitia
La Caloris Planitia, nota anche come Bacino Caloris, è un cratere da impatto di circa 680 km di raggio, presente sulla superficie del pianeta Mercurio, a 31,65° di latitudine nord e 198,02° di longitudine ovest. Il bacino si presenta oggi come una grande pianura, su cui il Sole è a mezzogiorno quando Mercurio raggiunge il perielio. Per questa ragione l'Unione Astronomica Internazionale l'ha denominata Caloris Planitia, espressione latina che significa pianura del calore. Il bacino, la più grande struttura da impatto presente su Mercurio, è circondato dai Caloris Montes, che raggiungono i due chilometri d'altezza.

## Aspetto

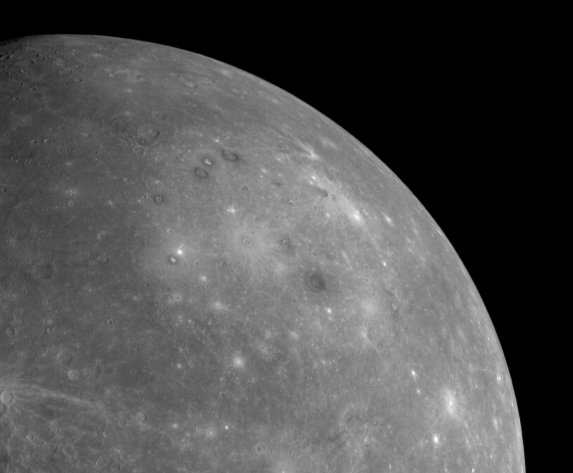
La prima immagine raccolta dalla sonda MESSENGER della porzione sconosciuta della Caloris Planitia. È difficile distinguere il bordo del cratere in questa immagine perché l'illuminazione del Sole impedisce la formazione delle ombre.

Il bacino Caloris è stato scoperto grazie alle immagini inviate a Terra dalla sonda Mariner 10 nel 1974. Al momento del sorvolo di Mercurio da parte della sonda, il bacino era situato sul terminatore - la linea che separa l'emisfero diurno da quello notturno - e così solo una parte del cratere poté essere fotografato. Al momento del sorvolo, la sonda registrò in corrispondenza della Caloris Planitia le massime temperature superficiali. Il bacino è stato osservato nella sua interezza grazie al sorvolo della sonda MESSENGER, il 15 gennaio 2008.
La prima stima del diametro del cratere, elaborata in base alle immagini del Mariner 10, fu di 1300 km. Il valore reale, invece, è di 1500 km, come è stato misurato dalle immagini del cratere nella sua interezza riprese dalla sonda MESSENGER. Il bacino è circondato da montagne che raggiungono i 2 km di altezza e da una struttura ad anelli concentrici. Il fondo del cratere, invece, è costituito da una pianura lavica, simile ai mari sulla Luna. I materiali eiettati nell'impatto che ha formato il bacino si osservano fino a 1000 km di distanza dal bordo del cratere, all'esterno di esso.
Al centro del bacino è presente un cratere di 40 km di diametro, da cui sembrano irraggiarsi numerose fratture radiali che potrebbero essere faglie estensionali. La causa esatta di questa formazione, chiamata Pantheon Fossae, non è ancora nota.
Nelle osservazioni radar, il bacino appare scuro, senza che possano essere identificati particolari dettagli.

## Formazione

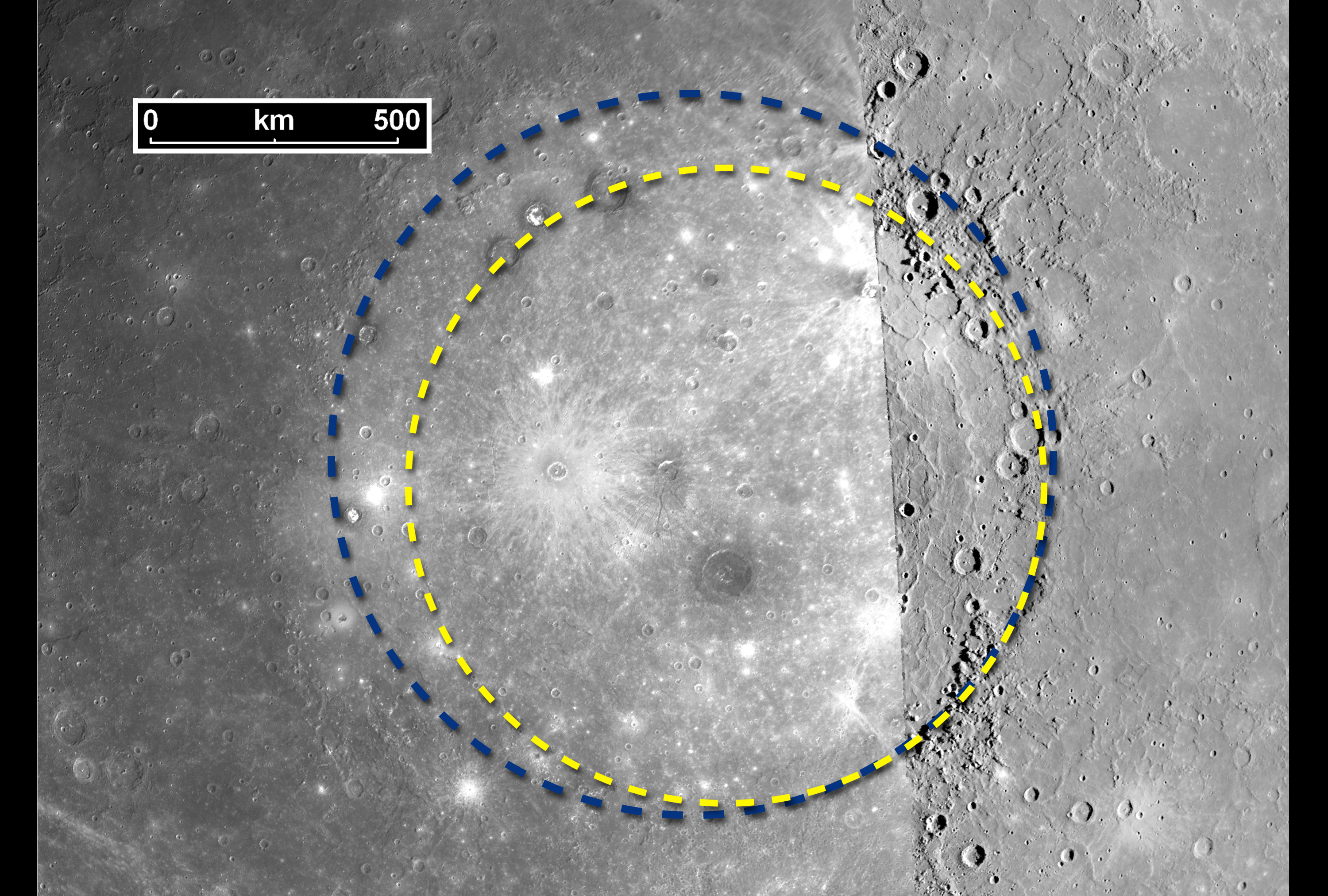
Immagine composta, che permette di confrontare il diametro stimato sulla base delle osservazioni del Mariner 10 (in giallo) e quello reale, misurato grazie alle nuove immagini della sonda MESSENGER (in blu).

I corpi celesti del Sistema solare interno hanno sperimentato un intenso bombardamento meteoritico nel primo miliardo di anni circa del Sistema solare. L'impatto che ha prodotto il bacino Caloris dovrebbe essere avvenuto dopo che la maggior parte del bombardamento era terminata, perché il numero dei crateri da impatto presenti sul fondo del bacino è minore rispetto a regioni di dimensioni comparabili al di fuori del bacino stesso. Si ritiene che formazioni geologiche analoghe presenti sulla Luna, come il Mare Imbrium ed il Mare Orientale, si siano formate all'incirca nella stessa epoca, forse indicando che c'è stato un picco di grandi impatti verso la fine della fase di intenso bombardamento. In base alle immagini della sonda MESSENGER, è stato determinato che l'età del bacino Caloris è compresa tra 3,8 e 3,9 miliardi di anni.

## Terreno caotico agli antipodi ed effetti globali

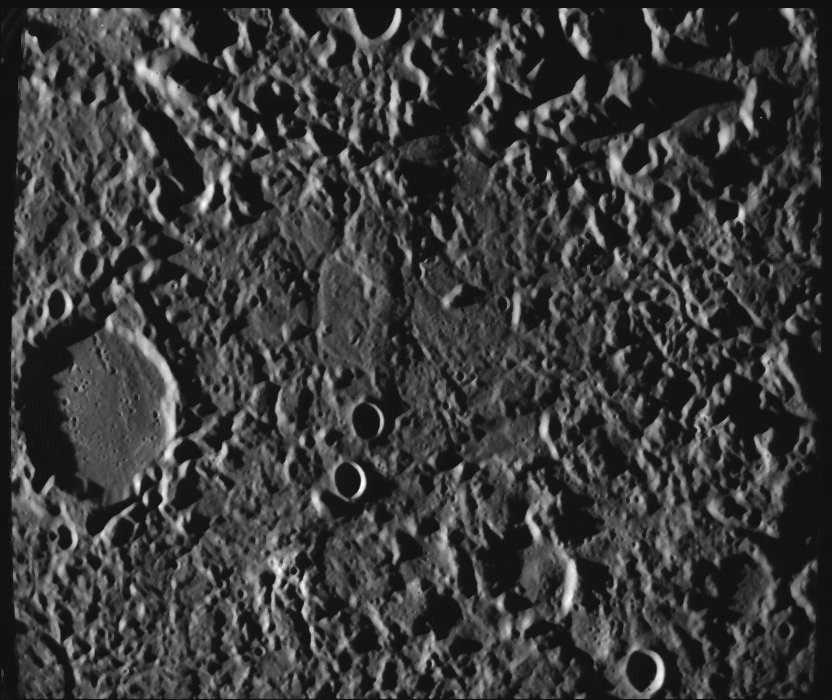
Immagine ravvicinata del Terreno caotico

Il gigantesco impatto che si ritiene abbia formato Caloris, potrebbe aver prodotto conseguenze globali per tutto il pianeta. Nel punto diametralmente opposto di Mercurio, rispetto alla Caloris Planitia, è presente un'area di terreno collinare e scanalato, sede di pochi crateri da impatto e noto come il Terreno caotico (o Terreno stregato). Gli studiosi ritengono che esso sia stato generato dalla convergenza delle onde sismiche generate nell'impatto che ha prodotto il bacino Caloris. In seguito all'impatto, inoltre, dovrebbe essersi scatenata una fase di attività vulcanica su Mercurio, che ha condotto alla formazione delle pianure lisce visibili sulla superficie del pianeta.
Il bacino Caloris è circondato da una serie di formazioni geologiche, chiamate collettivamente il Gruppo Caloris, che gli studiosi ritengono essere state prodotte dai materiali espulsi dal bacino al momento dell'impatto.

## Emissione di gas
Mercurio possiede un'atmosfera estremamente tenue e transitoria che contiene piccoli quantitativi di idrogeno ed elio catturati dal vento solare ed elementi più pesanti, come sodio e potassio. Gli studiosi ritengono che questi ultimi provengano dall'interno del pianeta. È stato scoperto che la Caloris Planitia è una fonte significativa di sodio e potassio, suggerendo che le fratture create dall'impatto facilitino il rilascio dei gas intrappolati sotto la superficie. Il terreno stregato è un'altra fonte di tali gas.